# Carlo Maggi (1894)
Carlo Maggi (Milano, 28 aprile 1894 – ...) è stato un calciatore italiano, di ruolo difensore.

## Carriera
Ha partecipato al campionato di Prima Categoria 1914-1915 con la maglia dell'Inter, disputando il solo incontro contro il Modena in trasferta. Ha giocato nella stessa categoria anche durante la stagione 1919-1920.

## Statistiche

### Presenze e reti nei club
| Stagione        | Club            | Campionato      | Campionato | Campionato |
| Stagione        | Club            | Comp            | Pres       | Reti       |
| --------------- | --------------- | --------------- | ---------- | ---------- |
| 1914-1915       | Inter           | Prima Categoria | 1          | 0          |
| Totale Inter    | Totale Inter    |                 | 1          | 0          |
| Totale carriera | Totale carriera |                 | 1          | 0          |

## Palmarès

### Club

#### Competizioni nazionali
- Promozione: 1

Nazionale Lombardia: 1912-1913